# Шпањи
Шпањи су предсловенски народ који је био настањен на тлу данашње Црне Горе, на подручју племена Пјешиваца и Бјелопавлића. По доласку Словена стопили су се са њима. Предања као могуће њихове огранке спомињу Матаруге, Криче, Мацуре, Матагуже, Букумире и Малоншиће. О њима сједоче бројни топоними и градине, особито у племену Пјешивци.

## Етимологија
Према мишљењу Шпира Кулишића, у називу Пјешивци очувало се значење назива Шпањи. Од старогрчког Spanios у значењу риједак, го, којим су Грци могли означавати илирске становнике голих, карсних брда - "Голобрђане". Сам назив Пјешивац долази од ријечи ћелав, а односило би се на становнике голих брда, односно на прастановнике тих брда "Голобрђане".

## Поријекло
Тачно поријекло Шпања није позато. У народном сјећању, Шпањи су најстарији становници и често се доводе у везу са Римљанима. У неким предањима Римљани и Шпање су један народ, док их дио научног круга сматра за огранак илирских народа.